# Tearin' Up My Heart
Tearin' Up My Heart är en låt av det forna pojkbandet 'NSYNC från albumet *NSYNC som släpptes den 10 februari 1997 (i Tyskland) och den 30 juni 1998 (i USA). Låten är skriven av Max Martin och Kristian Lundin (producerade även låten) och har genren tonårspop och R&B.